# Романов Юрій Михайлович
Ю́рій Миха́йлович Рома́нов (3 лютого 1936, Ростов-на-Дону, Російська РФСР — 27 серпня 2008, Одеса, Україна) — колишній український і радянський футболіст футболіст, захисник.

### Кар'єра
Народився 3 лютого 1936 в місті Ростов-на-Дону. Грав у складі клубів: «Ростсільмаш» — 1953—1954 роки, московського «Торпедо» — 1955—1957 роки, ростовський «СКА» — 1958—1960 роки, одеський «Чорноморець» О — 1961—1966 роки й ізмаїльський «Дунаєць». У «Чорноморці» допоміг команді стати чемпіоном України серед команд класу «Б».
Працював з командами: «Дунаєць» (Ізмаїл) — 1967 рік, «Колос» (Татарбунари) — 1967–1968 роки. З 1968 року до 1970 року керував ДСТ «Колос». У 1971–1977 роках — Голова ДСТ «Водник», начальник команди і тренер одеського «Чорноморця». У часи роботи в цій команді 1974 року клуб єдиний раз у своїй історії став бронзовим призером чемпіонату СРСР. У 1977–1978 роках — головний тренер ФК «Зоря» (КСП «Дружба»).

### Після кар'єри
1979—1986 роки — Директор одеського спорткомплексу «Олімпієць». У 1987—1992 роках — Директор стадіону «Спартак». А у 2000—2005 роках — Голова футбольно-спортивного клубу «Ветеран».

## Статистика
| Сезон           | Клуб            | Чемпіонат | Чемпіонат | Кубок | Кубок | Загалом | Загалом |   |
| Сезон           | Клуб            | Матчі     | Голи      | Матчі | Голи  | Матчі   | Голи    |   |
| --------------- | --------------- | --------- | --------- | ----- | ----- | ------- | ------- | - |
| 1961 (клас «Б») | «Чорноморець» О | 22        | —         | —     | —     | 22      | —       |   |
| 1962 (клас «Б») | «Чорноморець» О | 20        | —         | —     | —     | 20      | —       |   |
| 1963 (клас «Б») | «Чорноморець» О | 5         | 1         | —     | —     | 5       | 1       |   |
| 1964 (клас «Б») | «Дунаєць» І     | 7         | —         | —     | —     | 7       | —       |   |
| Всього:         | Всього:         | Клас «Б»  | 54        | 1     | —     | —       | 54      | 1 |

## Родина
Дружина — волейболістка Романова Ніна Олександрівна.